# Harpalus (kráter)
Harpalus je mladý měsíční impaktní kráter, který se nachází na Mare Frigoris (Moři chladu) ve východní části Sinus Roris (Zálivu rosy). Jihovýchodním směrem od něj leží menší kráter Foucault (průměr 23 km). Paprskovitý Harpalus má průměr 39 km  a je pojmenován podle řeckého astronoma Harpala.

## Satelitní krátery

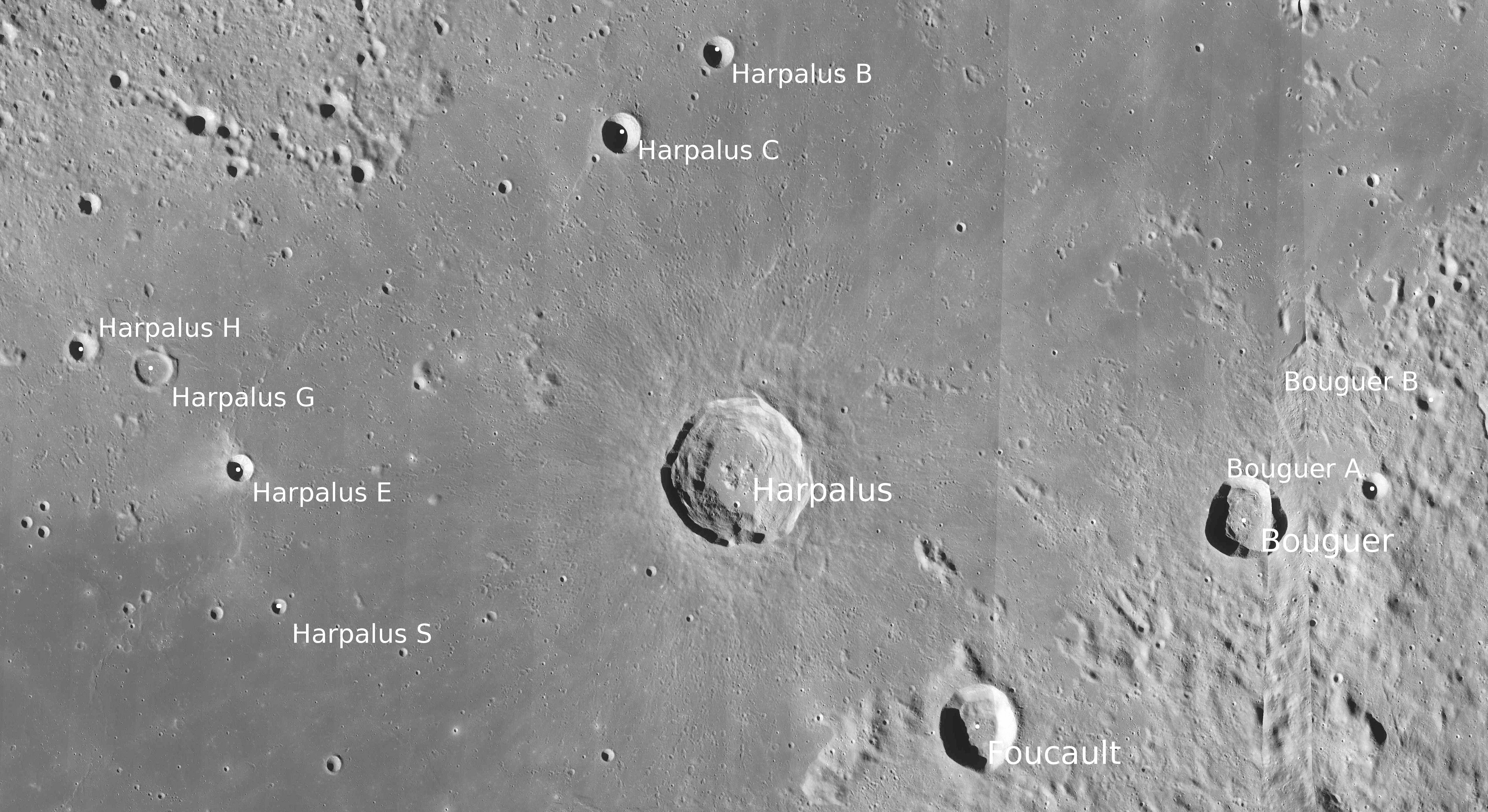
Kráter Harpalus a síť satelitních kráterů.

V okolí kráteru se nachází několik menších kráterů. Ty byly označeny podle zavedených zvyklostí jménem hlavního kráteru a velkým písmenem abecedy.
| Harpalus | Sel. šířka | Sel. délka | Průměr |
| -------- | ---------- | ---------- | ------ |
| B        | 56.2° S    | 43.7° Z    | 8 km   |
| C        | 55.5° S    | 45.1° Z    | 10 km  |
| E        | 52.7° S    | 50.8° Z    | 7 km   |
| G        | 53.6° S    | 52.3° Z    | 11 km  |
| H        | 53.8° S    | 53.2° Z    | 8 km   |
| S        | 51.4° S    | 49.9° Z    | 5 km   |
| T        | 50.0° S    | 49.4° Z    | 4 km   |

## Kráter Harpalus v kultuře
- Hal Clement situoval ve své vědeckofantastické povídce „Mít tak s sebou prachovku...“ do oblasti kráteru Harpalus počáteční část příběhu o komplikacích s měsíčním prachem.[3]
- Kráter Harpalus byl přistávacím stanovištěm pro rakety ve vědeckofantastickém filmu USA Destination Moon z roku 1950.